# Canton de Sedan-Nord
Le canton de Sedan-Nord est une ancienne division administrative française située dans le département des Ardennes et la région Champagne-Ardenne.

## Représentation

### conseillers généraux
| Période | Période                   | Identité                                          | Étiquette                             | Qualité                                                                       |
| ------- | ------------------------- | ------------------------------------------------- | ------------------------------------- | ----------------------------------------------------------------------------- |
| 1833    | 1848                      | Blaise de Labrosse Jobert (1789-1864)             |                                       | Fabricant de drap Adjoint au Maire de Sedan Propriétaire à Floing             |
| 1848    | 1852                      | David Bacot                                       | Républicain                           | Président de la Chambre consultative des arts et manufacture de Sedan         |
| 1852    | 1861 (décès)              | Charles Bertèche                                  |                                       | Manufacturier et négociant en draps Conseiller municipal de Sedan             |
| 1862    | 1870                      | Élizé de Montagnac (1808-1882)                    | Majorité dynastique puis Centre droit | Fabricant de drap à Sedan Député (1860-1870)                                  |
| 1871    | 1880 (décès)              | David Bacot (1814-1880)                           | Républicain                           | Président de la Chambre consultative des arts et manufacture de Sedan         |
| 1880    | 1889 (décès)              | Jean-Baptiste Benoît (aîné) (1824-1889)           |                                       | Meunier, rentier à Sedan                                                      |
| 1889    | 1901                      | Théodule Petit-Barbette                           | Rad.                                  | Industriel en quincaillerie à Vrigne-aux-Bois                                 |
| 1901    | 1907                      | Louis Pérignon (1866-1934)                        | Républicain Progressiste              | Médecin à Sedan                                                               |
| 1907    | 1917                      | Auguste Philippe                                  | SFIO                                  | Ouvrier tisseur Maire de Saint-Menges (1896-1914)                             |
| 1921    | 1925                      | Émile Albeau                                      | Rad                                   | Paysagiste-horticulteur Maire de Sedan (1929-1935)                            |
| 1925    | 1937                      | Charles Tellier                                   | SFIO                                  | Employé, puis expert-comptable Adjoint au maire de Sedan (1925-1929)          |
| 1937    | 1941 (démission d'office) | Lucien Danloy                                     | SFIO                                  | Instituteur, puis directeur d'école Révoqué par le Gouvernement de Vichy      |
|         |                           |                                                   |                                       |                                                                               |
| 1945    | 1949                      | René Pigeot                                       | PCF                                   | Ouvrier mouleur puis contremaître Maire de Vrigne-aux-Bois (1945-1947)        |
| 1949    | 1955                      | Georges Pérignon (1894-1978) (fils de L.Pérignon) | MRP                                   | Médecin à Sedan                                                               |
| 1955    | 1973                      | René Dumay                                        | MRP puis CD                           | Géomètre-expert Maire de Sedan (1950-1959)                                    |
| 1973    | 1985                      | Jean-François Dromby (1939-2023)                  | PS                                    | Professeur Adjoint au maire de Sedan (1971-1989)                              |
| 1985    | 1998                      | Daniel Jacquemin                                  | RPR                                   | Médecin, adjoint au Maire de Sedan                                            |
| 1998    | 2008 (décès)              | Dominique Billaudelle                             | PS                                    | Professeur Maire de Sedan (2004-2008)                                         |
| 2008    | 2011                      | Anne Baron                                        | DVD                                   | Assistante parlementaire de Jean-Luc Warsmann Conseillère municipale de Sedan |
| 2011    | 2015                      | Rachelle Louis                                    | PS                                    | Fonctionnaire 4ème adjointe au maire de Sedan                                 |

### Conseillers d'arrondissement
Le canton de Sedan-Nord avait deux conseillers d'arrondissement. 
| Période  | Période      | Identité                                       | Étiquette            | Qualité |
| -------- | ------------ | ---------------------------------------------- | -------------------- | --- |
| 1833     | 1845         | Paul Alexandre Bacot (1784-1848)               |                      | Manufacturier (fabricant de drap) à Sedan                                                                   |
| 1833     | 1839         | François Bodson (1795-1856)                    |                      | Fabricant de fer, maire de Givonne                                                                          |
| 1839     | 1843         | M. Carré                                       |                      | Docteur en médecnine à Sedan                                                                                |
| 1843     | 1856         | François Bodson                                |                      | Fabricant de fer, maire de Givonne                                                                          |
| 1845     | 1848         | M. Bacot-David                                 |                      | Manufacturier à Sedan                                                                                       |
| 1848     | 1866         | Rémy Auguste Robert-Bacot (1817-1878)          |                      | Fabricant de drap à Sedan                                                                                   |
| 1856     | 1870         | Pierre Lamotte (1799-1874)                     |                      | Pharmacien, maire de Givonne                                                                                |
| 1866     | 1870         | Auguste Robert (1817-1878)                     |                      | Fabricant de drap à Sedan                                                                                   |
| 1870     | 1880         | Jean-Baptiste Benoit aîné                      |                      | Meunier à Sedan                                                                                             |
| 1870     | 1895         | Henri Jean Auguste Herbulot-Camion (1833-1902) |                      | Négociant, maire de Vrigne-aux-Bois                                                                         |
| 1880     | 1893 (décès) | Etienne Bouard-Riché                           |                      | Maire de La Chapelle                                                                                        |
| 1893     | 1895         | Alfred Maily-Camion (1848-1906)                | POSR                 | Mouleur, maire de Vrigne-aux-Bois, gérant de la Maison du Peuple                                            |
| 1895     | 1911 (décès) | Paul Delhôtel                                  |                      | Manufacturier à Gaulier, commune de Floing (usines de l'Espérance) Président du Conseil d'arrondissement    |
| 1895     | 1913 (décès) | Honoré Lerouge                                 |                      | Marchand de bois à Saint-Menges                                                                             |
| 1911     | 1919         | Eugène Martin (1863-1936)                      | SFIO                 | Ouvrier métallurgiste puis contremaître, maire de Vrigne-aux-Bois (1906-1925)                               |
| 1919     | 1928         | Louis Parant                                   |                      | Propriétaire à Saint-Menges                                                                                 |
| 1919     | 1922         | Alexandre Mallet                               |                      | Pharmacien à Vrigne-aux-Bois                                                                                |
| 1922     | 1931         | Lucien Lambert                                 |                      | Industriel à Vrigne-aux-Bois                                                                                |
| 1928     | 1938 (décès) | Paul Lombard (1887-1938)                       | Républicain national | Industriel, conseiller municipal de Sedan                                                                   |
| 1931     | 1934         | Eugène Derulle (1873-1958)                     | SFIO                 | Menuisier, conseiller municipal de Frénois                                                                  |
| 1934     | 1940         | Désiré Lecerf                                  |                      | Retraité, Givonne                                                                                           |
| déc.1938 | 1940         | Jean Lombard (1885-1968, frère de P.Lombard)   | Républicain national | Industriel à Sedan                                                                                          |
| 1940     |              |                                                |                      | Les conseils d'arrondissement ont été suspendus par la loi du 12 octobre 1940 et n'ont jamais été réactivés |

## Composition
Le canton de Sedan-Nord se composait d’une fraction de la commune de Sedan et de six autres communes. Il comptait 11 170 habitants (population municipale) au 1er janvier 2012.
| Nom               | Code Insee | Intercommunalité     | Population (dernière pop. légale)              |
| ----------------- | ---------- | -------------------- | ---------------------------------------------- |
| Sedan (chef-lieu) | 08409      | CA Ardenne Métropole | Fraction : 5 881(2012) Commune : 17 829 (2014) |
| La Chapelle       | 08101      | CA Ardenne Métropole | 176 (2014)                                     |
| Fleigneux         | 08170      | CA Ardenne Métropole | 206 (2014)                                     |
| Floing            | 08174      | CA Ardenne Métropole | 2 487 (2014)                                   |
| Givonne           | 08191      | CA Ardenne Métropole | 1 078 (2014)                                   |
| Glaire            | 08194      | CA Ardenne Métropole | 911 (2014)                                     |
| Illy              | 08232      | CA Ardenne Métropole | 400 (2014)                                     |

## Démographie
| 1975 | 1982 | 1990   | 1999   | 2006   | 2011   | 2012   |
| ---- | ---- | ------ | ------ | ------ | ------ | ------ |
| -    | -    | 11 260 | 11 198 | 11 255 | 11 338 | 11 170 |